# Крістіз

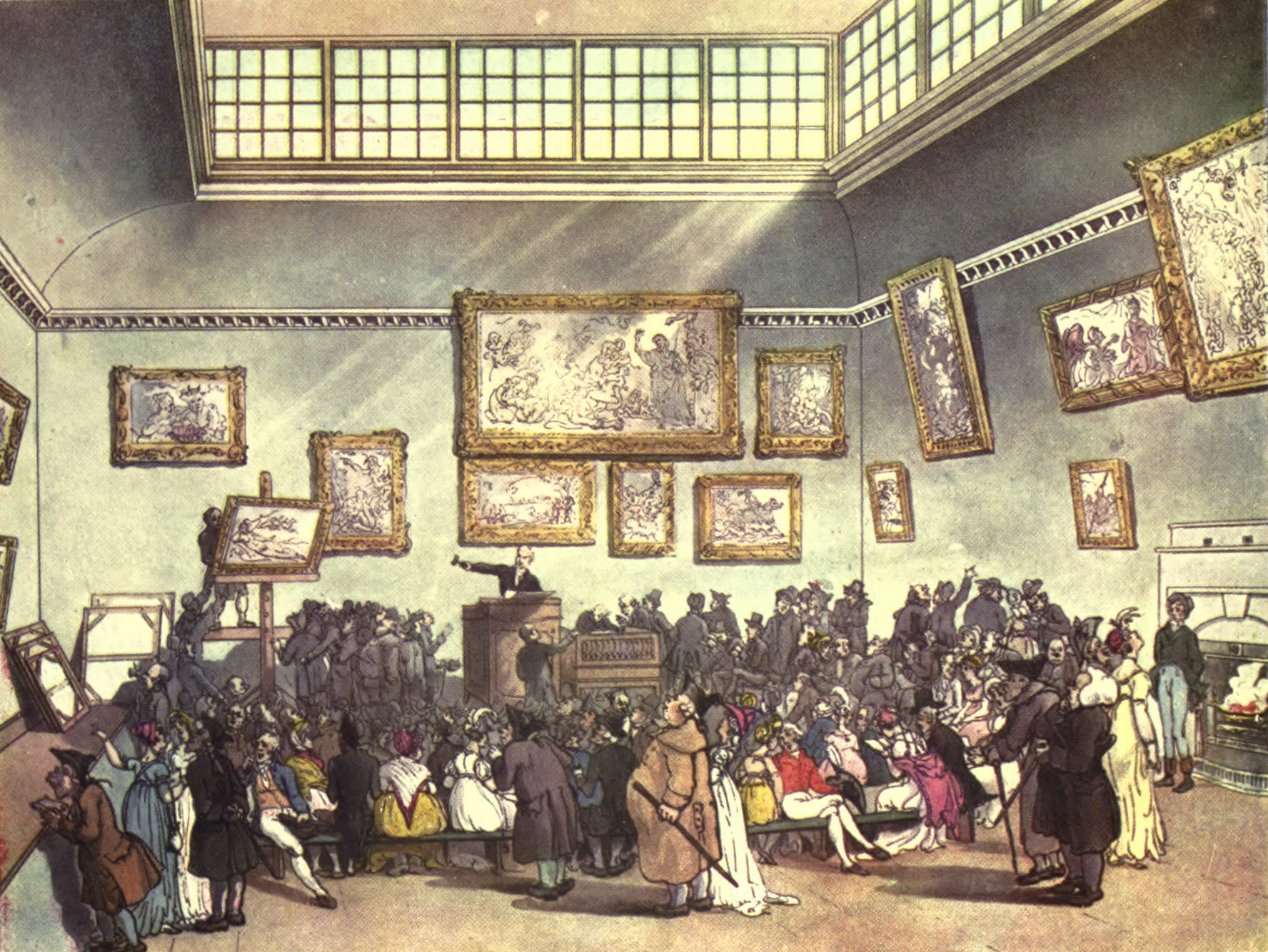
Мікрокосм у Лондоні, аукціон Крісті, 1808 рік

Крістіз (англ. Christie’s) — широко відомий у світі аукціон предметів мистецтва й розкоші зі штаб-квартирою в Лондоні.
У теперішній час (2000-ні) «Крістіз» є найбільшим аукціонним домом у світі (згідно з даними прибутків). Разом із аукціонним будинком Сотбі (Sotheby's) він обіймає майже 90 % світового ринку аукціонних продажів антикваріату й предметів мистецтва.

## Про аукціон
Аукціонний будинок «Крістіс» належить до найшанованіших організаторів торгів. Разом з аукціонним домом «Сотбі» він обіймає 90 % світового фінансового ринку аукціонних продажів антикваріату і предметів мистецтва. Його щорічний оборот становить 1,5-2 млрд доларів. Представництва розташовані в 33 державах: Європі (17), Азії (9), Америці (7), Австралії (1).
Крістіс пропонує численним клієнтам роботи найвідоміших майстрів мистецтва, рідкісні книжки, автомобілі, сигари, колекційні вина тощо. 
«Крістіс» — це елітний аукціонний будинок, тому він дуже серйозно слідкує за своєю репутацією. Усі лоти забезпечуються оцінками експертів, тому й кількість скандалів, пов'язаних із цим домом, мінімальне.

## Історія
Свою блискучу історію аукціонний будинок «Крістіс» почав у 1766 року, коли Джеймс Крісті організував перші торги. Золотий час дому — XVIII і XIX століття, коли прославлений «Крістіс» проводив найбільші торги на той час. Саме представники цього аукціонного дому проводили переговори з імператрицею Катериною II щодо продажу колекції сера Роберта Уорпола, яка згодом лягла в основу експозиції Ермітажу.
Упродовж своєї історії «Крістіс» знав кілька легендарних торгів. 1848 року аукціон Stowe House з розпродажем колекції герцога Бекінгемського тривав сорок днів. Було продано 6480 лотів. Про розпродаж говорила вся цивілізована Європа. Тільки чергові революції у Франції та у Німеччині могли згладити у свідомості суспільства враження від цієї унікальної колекції шедеврів, що відійшла здебільшого у власність нуворишів.
Кілька унікальних подій стались наприкінці XX століття. 1987 року президент Microsoft Білл Гейтс придбав Кодекс Лестера, знаменитий проєкт Леонардо да Вінчі, за 30,8 млн доларів, і навіть поставив в такий спосіб нову цінову планку для рукописів та інших раритетів такого роду.

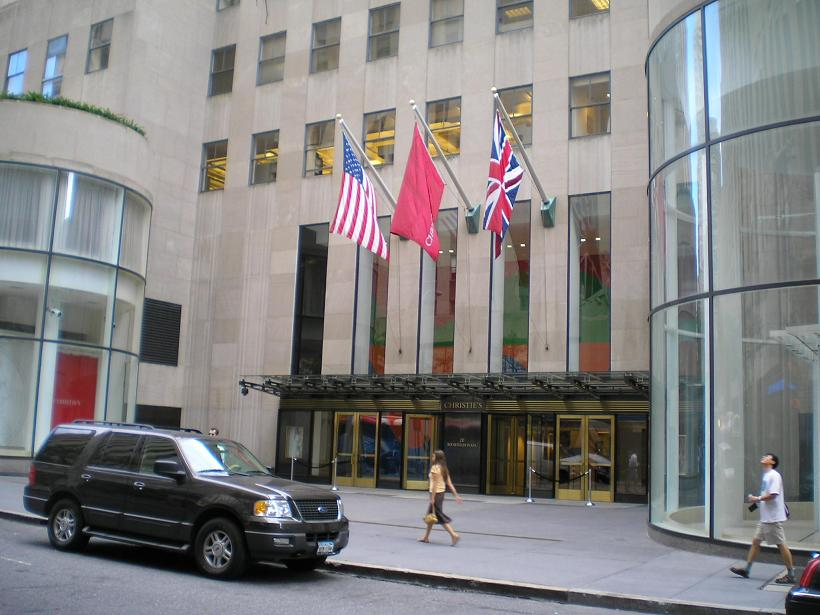
Відділення «Крістіз» у Нью-Йорку

1990-го було встановлено світовий рекорд продажу творів живопису та антикваріату. «Портрет доктора Гаше» пензля Вінсента ван Гога було продано у Нью-Йорку за 82,5 млн доларів. Це зробило його найдорожчою картиною у світі. Аукціонний ажіотаж тривав. Згодом у Лондоні було продано кабінет Badminton за 8,58 млн фунтів, який став найдорожчим предметом меблів за історію людства.
1997-го колекція живопису Віктора Пінчука і Саллі Ганца, що складалася з 58 творів Пікассо, Раушенберґа і Стелла, була продана за 206 млн (рекорд для колекцій), а проданий у грудні 2000 року «Портрет шестидесятидворічної дами» пензля Рембрандта побив рекорд картин цього майстра (19,8 млн фунтів).

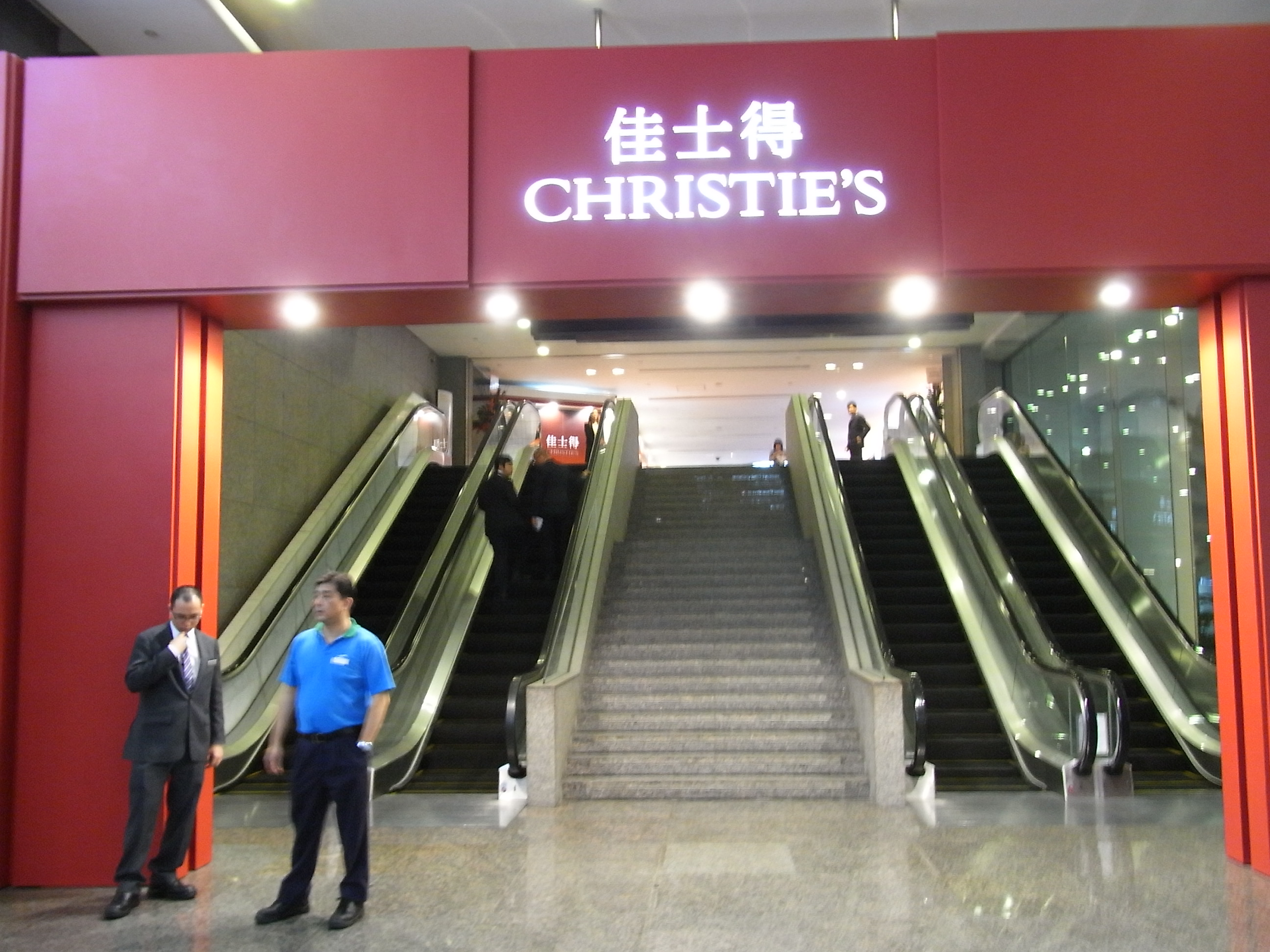
Виставка в Гонконзі

2002 року лідерами продажів живопису стали Герхард Ріхтер і Енді Ворхол (художники XIX ст.) Особлива увага колекціонерів була прикута до скульптури. На травневих аукціонах мінімалістська робота Дональда Джадда (1967 рік) була продана за 4,6 млн доларів.

## Факти
- Аукціонний будинок «Крістіз» був заснований 5 грудня 1766 року в Лондоні антикваром Джеймсом Крісті.
- Від 1823 року головний офіс аукціону розташований на Кінг-стріт поблизу Сент-Джеймського палацу.
- У 1975 році відкрився додатковий офіс аукціону в Південному Кенсингтоні.
- У 2000-них функціонують відділення аукціонного будинку «Крістіз» у світових центрах поза Англією, зокрема, провідне значення має Нью-Йоркський офіс.